# Matstrupe

Esophagus förbinder svalget med magsäcken

Matstrupen, eller esofagus, oesophagus, esophagus, ösophagus, är ett organ som är ungefär 25 cm långt och uppdelad i tre delar: esofagus pars cervicalis, pars thoracica och pars abdominalis.
Matstrupen börjar omedelbart efter svalget, i höjd med ringbroskets (cartilago cricoidea) nedre kant, med den övre esofagussfinktern och avslutas med övre magmunnen (nedre esofagussfinktern). Organet är en del av magtarmkanalen. Matstrupen utgörs till stor del av två muskellager, ett yttre längsgående samt ett inre tvärgående (glatt muskulatur). Dessa för födan ner mot magsäcken genom peristaltiska muskelrörelser.

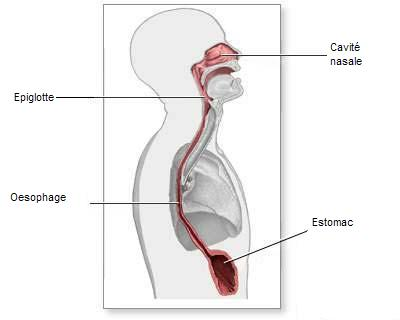

## Histologi
Esofagus består av dessa lager:
- Mucosa
  - Oförhornat skiktat skivepitel
  - Lamina propria - bindväv
  - Lamina muscularis mucosae - glatt muskulatur
- Submucosa 
  - Bindväv; här finns bland annat ett nervplexa som kallas plexus submucosus.
- Tunica muscularis externa - tjockt muskellager som består till en tredjedel av endast skelettmuskulatur, en tredjedel av endast glatt muskulatur och en tredjedel av en blandning av skelettmuskulatur och glatt muskulatur. Här finns även ett nervplexa som kallas Plexus myentericus.
- Tunica adventitia - bindväv